# Louis Homilius
 (mars 2024).
Si vous disposez d'ouvrages ou d'articles de référence ou si vous connaissez des sites web de qualité traitant du thème abordé ici, merci de compléter l'article en donnant les références utiles à sa vérifiabilité et en les liant à la section « Notes et références ».
Louis Homilius (également Ludwig ou Lui Homilius; en russe : Людвиг Фридрихович (Луи Федорович) Гомилиус; né le 25 mai 1845 à Saint-Pétersbourg; décédé le 27 décembre 1908 au même endroit) est un organiste, violoncelliste, chef d'orchestre et pédagogue russe d'origine allemande de Saint-Pétersbourg.

## Biographie et musique
Le père de Louis Homilius, Friedrich Homilius (1813-1902), venu de Saxe, était un virtuose du violoncelle et du cor. Il était un parent du célèbre compositeur et organiste saxon Gottfried August Homilius (1714-1785). En 1838 Friedrich Homilius a déménagé avec sa famille dans la capitale russe de Saint-Pétersbourg.
Là, Louis Homilius son fils, a suivi les traces de son père. En 1865, il étudie avec Anton Rubinstein et par la suite jusqu'en 1868 avec Karl Davidov. Par la suite, il a travaillé de 1868 à 1872 à l'Opéra impérial comme violoncelliste.
Prenant la suite de Heinrich Steal (1829-1886) lui aussi né allemand, Louis Homilius est devenu professeur au Conservatoire de Saint-Pétersbourg. Là, il a enseigné l'orgue. L'enseignement d'Homilius a marqué de nombreux musiciens et compositeurs de la Baltique qui sont venus se former à Saint-Pétersbourg comme Emīls Dārziņš, Artur Kapp, Rudolf Tobias, Peeter Süda, Miina Harma (en), Mart Saar, Otto Hermann.
Louis Homilius était le frère du compositeur et organiste de l'église réformée de Saint-Pétersbourg, Constantin Homilius (1840-1918).